# Ciara Horne
Ciara Horne (Harrow, 17 de setembro de 1989) é uma desportista britânica que compete no ciclismo nas modalidades de pista, especialista nas provas de perseguição, e rota.
Ganhou uma medalha de bronze no Campeonato Mundial de Ciclismo em Pista de 2016 e três medalhas no Campeonato Europeu de Ciclismo em Pista, nos anos 2014 e 2015.
Em estrada obteve uma medalha de bronze no Campeonato Mundial de Ciclismo em Estrada de 2016, na prova de contrarrelógio por equipas.

## Medalheiro internacional

### Ciclismo em pista
| Campeonato Mundial | Campeonato Mundial     | Campeonato Mundial | Campeonato Mundial      |
| Ano                | Lugar                  | Medalha            | Competição              |
| ------------------ | ---------------------- | ------------------ | ----------------------- |
| 2016               | Londres ( Reino Unido) | Medalha de bronze  | Perseguição por equipas |
| Campeonato Europeu |                        |                    |                         |
| Ano                | Lugar                  | Medalha            | Competição              |
| 2014               | Baie-Mahault ( França) | Medalha de ouro    | Perseguição por equipas |
| 2015               | Grenchen ( Suíça )     | Medalha de ouro    | Perseguição por equipas |
| 2015               | Grenchen ( Suíça )     | Medalha de bronze  | Perseguição individual  |

### Ciclismo em estrada
| Campeonato Mundial | Campeonato Mundial | Campeonato Mundial | Campeonato Mundial         |
| Ano                | Lugar              | Medalha            | Competição                 |
| ------------------ | ------------------ | ------------------ | -------------------------- |
| 2016               | Doha ( Catar)      | Medalha de bronze  | Contrarrelógio por equipas |